# František Ignác Vratislav z Mitrovic
František Ignác Vratislav z Mitrovic (německy Franz Ignaz Wratislaw-Mitrowicz, 1659 – kolem roku 1715) byl český šlechtic z vedlejší tzv. „turecké“[zdroj?] větve rodu Vratislavů z Mitrovic.

## Život
Narodil se jako syn svobodného pána Petra Arnošta (1612–1680) a jeho manželky Anežky Bechyňové z Lažan. Měl bratra Maxmiliána, který působil jako duchovní, člen řádu theatinů a spisovatel, zřejmě v Čechách a Haliči.
Vstopuil do státních služeb, kde zastával několik významných funkcí. Stal se komorním radou pro České království, od roku 1704 byl císařským tajným radou a nakonec místodržícím Českého království.

### Manželství a rodina
Byl ženatý s Marií Annou Viktorií, rozenou hraběnkou ze Schönfeldu, s níž měl dvě dcery a dva syny:
- František Karel I. (1696–1759)
- Jan Josef Vratislav (1688–1742)

Oba synové se stali pokračovateli rodu. Jan Josef byl pradědem slavného polního maršála Evžena Vratislav z Mitrovic, rytíře řádu zlatého rouna a vojenského řádu Marie Terezie.
František Ignác Vratislav z Mitrovic zemřel kolem roku 1715. Jeho manželka Marie Anna pak o několik let později.